# テキサス州の旗
テキサス州の旗（テキサスしゅうのはた）は、アメリカ合衆国テキサス州の州旗。1933年8月31日に制定された。一つ星が人目を引くことから、ローンスターの名で知られる。これにより州のニックネームは「ローンスター・ステート」となった。一般家庭から社屋までテキサス全域で揚げられ、州民から人気があり尊重されている。ハワイ州の旗と同様、以前国旗であった。2001年、北米旗章学協会は会員投票による、72の合衆国の州および準州、カナダの州のデザインのランキングを発表し、ニューメキシコ州の旗に続く第2位となった。1836年に独立を宣言し1845年まで存在したテキサス共和国の国旗を受け継ぎ、制定された。

## デザイン
州法により、デザインは以下のように決まっている。
(1) 2:3の長方形

(2) (A) 旗の取り付け側3分の1は青い縦長の長方形

(B) 残り3分の2は中央で水平に分け、上が白、下が赤の長方形

(C) 5つの角を持つ星(五芒星)を配置する (i) 青い縦長の長方形の中心 (ii) 5つの角のうち1つは真上を指す (iii) 幅は5つの角を通る円が青い長方形の3分の4

## 歴史

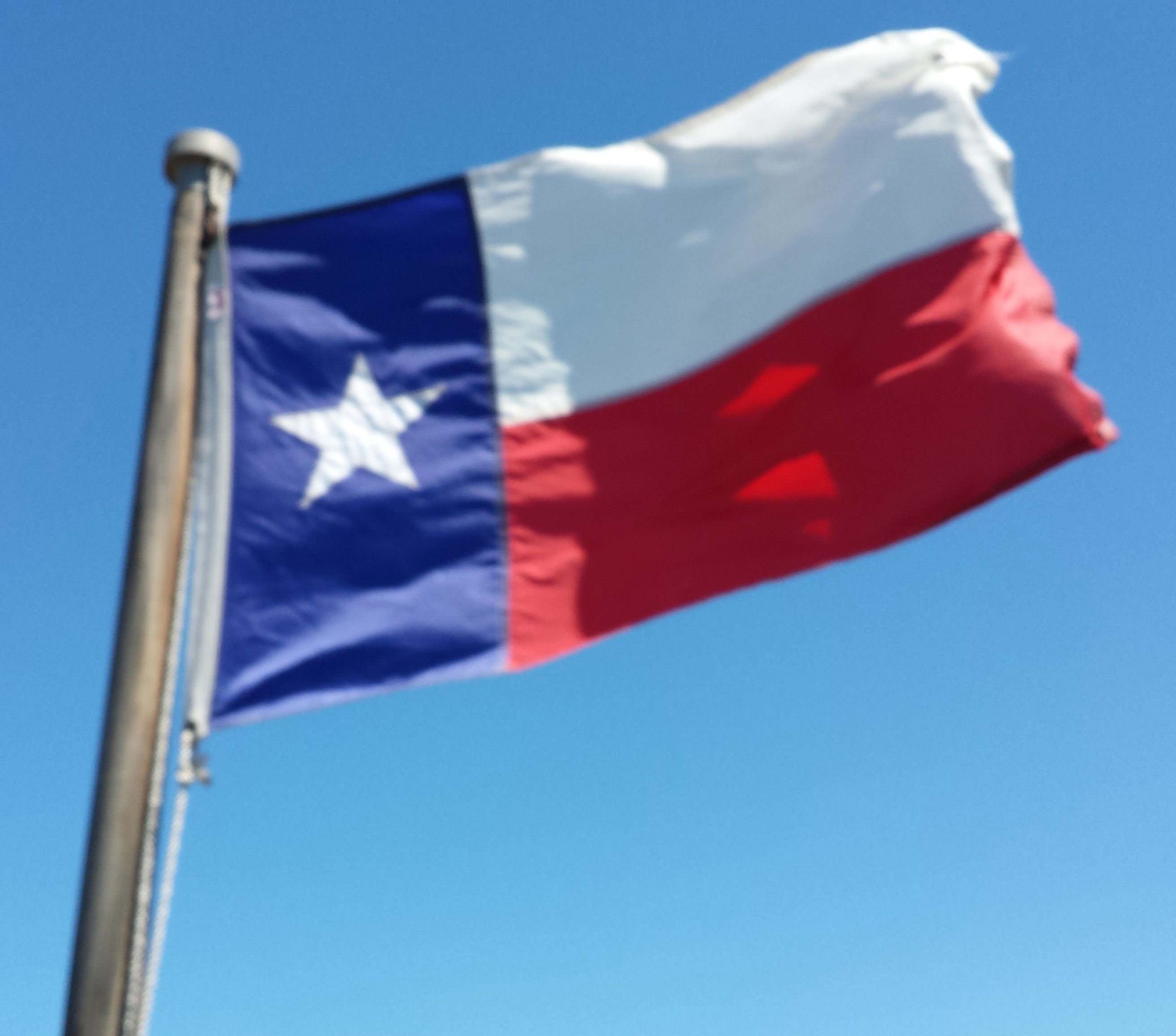
2016年4月2日、ヒューストン船舶航路のローンスター・フラッグ

1838年12月28日、ウィリアム・H・ウォートン上院議員はテキサス共和国議会で旗を披露した。1839年1月25日、テキサス共和国の国旗として制定された。承認の際、ピーター・クラッグが描いた旗の絵の上部にミラボー・B・ラマーテキサス共和国大統領が上下逆に署名をした。1845年12月29日、テキサス州としてアメリカ合衆国の州となり、国旗はそのまま州旗となった。1879年、改訂私法により1879年から1933年、公式州旗はなかったが、ローンスター・フラッグは事実上の州旗として存在していた。その後、議会はほとんどの私法を廃止したが旗に関する部分は含まれず、1933年に旗に関する法令が通過するまで公式州旗は存在しなかった。
元々のデザイナーは知られていない。テキサス州モンゴメリーのチャールズ・B・スチュワート医師がデザインし、州旗として制定された第三議会で使用された絵を描いたとする説もある。しかし、スチュワートが描いた絵はラマー大統領の逆さまの署名を含み、ピーター・クラッグの絵を模写しただけだという逆説もある。

## 色およびシンボル
テキサス州法により、赤、白、青の明確な色調が制定されている。アメリカ合衆国の国旗と同じ色を使用している。
| Color     | Cable color | Pantone | Web color | RGB Values    |
| --------- | ----------- | ------- | --------- | ------------- |
| Red       | 70180       | 193 C   | #BF0D3E   | (191,13,62)   |
| White     | 70000       | Safe    | #FFFFFF   | (255,255,255) |
| Dark Blue | 70075       | 281 C   | #00205B   | (0,32,91)     |

青は忠誠、白は純潔、赤は勇気を表している。一つ星は神、州、国への結束を示している。
現在のテキサス州ナカドーチェス近くに1826年12月から1ヶ月しか存在しなかった、メキシコから独立したフレドニア共和国の国旗が上が白、下が赤の2色の国旗であった。アングロ入植者とアメリカ先住民族の同盟で、旗は2つの民族を表していた。この独立は失敗に終わり、1835年のテキサス革命に繋がっていった。
元々ローンスターはメキシコからの独立宣言におけるテキサス民の結束を表していた。バーネット・フラッグは1810年に2ヶ月半存在していたウエスト・フロリダ共和国の国旗が水色地に一つ星で類似している。現代でもローンスターはテキサスの独立精神のシンボルとして存在し、州にも愛称としてローンスター・ステートと名づけられている。

## 忠誠への誓いおよび制定

垂直の状態

テキサス州旗への忠誠の誓いは以下の通りである:
| 「 | テキサス州旗への誇り。私は神のもとに分割されざる団結した州、テキサスに忠誠を誓う。 | 」 |

1933年、テキサス州議会によりこの誓いが制定された。誤って「1836年のテキサス州旗」、つまりバーネット・フラッグへの誓いと記されており、1965年、ようやく「1836年の」という文字が消去された。2007年、「神のもとに団結した州」が追加された。近年、「神のもと」という言葉について、消去が拒否されたにもかかわらず依然として議論となっている。2001年より(2017年改訂)、右手で脱帽して胸にあてるが、軍服等制服であれば敬礼をする。毎朝、州内の多くの学校でアメリカ国旗への忠誠の誓いの後に州旗への誓いが行なわれている。
州または国の祝日、および歴史的に重要な日に、各公的施設の本館またはその近くに掲げるよう制定されている。テキサス州会議事堂には常時、北口には州旗のみ、南口には国旗の下に州旗が掲げられ、半旗になる場合もあり、POW/MIA (戦時捕虜、戦時行方不明者)の旗が国旗と共に掲げられる場合は北口のみに州旗が掲げられる。また州法により国際貿易港あるいはその近くに掲げることが制定されている。垂直に掲げられる場合は、青い部分が上部、白い部分が赤い部分の左にくることになっている。

## テキサス州旗の歴史

### テキサスの国旗

1685年–1689年 フランス領テキサスにおいてロベール＝カブリエ・ド・ラ・サールによって使用されたとされるフランスの旗。
1689年–1785年 ヌエバ・エスパーニャの旗。Cross of Burgundy flagとしても知られる。
1785年–1821年 スペイン王国の国旗
1812年–1813年 グティエレス＝マギー遠征の旗。サンアントニオからナカドーチェスおよびゴリアドまでを包括する「テキサス共和国の最初の旗」とされることもある[23]。
1819年–1821年 「第二次テキサス共和国」とも称されるジェイムズ・ロングの遠征の旗の1つ。ロングの妻の名より「ジェーン・ロング・フラッグ」としても知られる。また最初のローンスター・フラッグでもある[24]。
1821年 「第二次テキサス共和国」とも称されるジェイムズ・ロングの遠征の旗の1つ。「ジェイムズ・ロング・フラッグ」としても知られる。ロングがテキサスを獲得するのにアメリカからの助けを得るため縞を追加したが、ロングはナカドーチェスを統治するのみとなった[25]。
1821年–1823年 メキシコ第一帝政の旗。
1823年–1836年 メキシコ共和国の旗。テキサス革命まで。
1826年–1827年 フレドニア共和国の旗。ヘイデン・エドワーズに与えられた土地を基に創立し、ナカドーチェスを首都としていた[26]。
1836年–1839年 テキサス共和国の旗で「バーネット・フラッグ」と呼ばれ、「ローンスター・フラッグ」が登場するまで使用されていた[27]。
1836年–1839年 テキサス海軍の軍旗。ローンスターとストライプが描かれ、1835年から1839年までは事実上国旗として使用されていた。
1839年–1845/46年 テキサス共和国の国旗で、現在の州旗と同一である。
1840年 リオグランデ共和国の旗。ただし首都であったラレド以外ではテキサスの旗とはみなされていない。
1846年–1847年 アメリカ合衆国の国旗。1846年、テキサス併合によりアメリカ合衆国に加盟した。(参照: アメリカ合衆国の国旗 § デザインの変遷)
1861年–1865年 アメリカ連合国の国旗。1861年、アメリカ連合国の一部となった。

### テキサス革命前の旗

1812年–1813年 グティエレス＝マギー遠征のエメラルド色の旗。これにより最初のテキサス共和国となった。
1816年–1817年 テキサス軍政府長官の’’Louis-Michel Aury’’が使用した旗。
1817年–1821年 海賊のジャン・ラフィットがガルベストン島で使用した。
1819年 ジェイムズ・ロングの妻の名にちなんだ「ジェーン・ロング・フラッグ」。ローンスターが描かれた最初のテキサス旗。テキサス共和国または第二次テキサス共和国においてナカドーチェスにて掲げられた。
1821年 「ジェイムズ・ロング・フラッグ」としても知られる。「ジェーン・ロング・フラッグ」に続き、2つ目のローンスター・フラッグとなった。ロングが第二次テキサス共和国を創立するためにアメリカ人たちを集めた。
1826年 フレドニアの反乱の旗。
コアウイラ・イ・テハス州の旗とされる。様式や色は推測である。

### テキサス革命の旗
テキサス州の歴史において、スペイン領テキサス時代、メキシコ領テキサス時代、テキサス革命時に様々な旗が存在していた。

1835年10月「カムアンドテイクイット・フラッグ」 ゴンザレスの戦いにおいてジョン・ヘンリー・ムーアのもとで戦ったテキサス入植者が使用していた。
1835年「ブラディアーム・フラッグ」 ゴリアドでの独立宣言で掲げられ、テキサス独立宣言でも掲げられたとされる。
1835年–1836年「アラモ・フラッグ」 テキサス反逆軍をサポートするため、1824年メキシコ憲法に言及した旗。アラモの戦いで掲げられたとされる。
1836年「ブラウン・フラッグ」 テキサス独立宣言で掲げられたとされる。
「ドッドソン・トライカラー」または「ドッドソン・フラッグ」 テキサス革命時、サラ・ドッドソンがデザイン、製作した。
1835年 スティーブン・オースティンが1835年12月から1836年1月、アメリカ合衆国の長官であった時にデザインした。
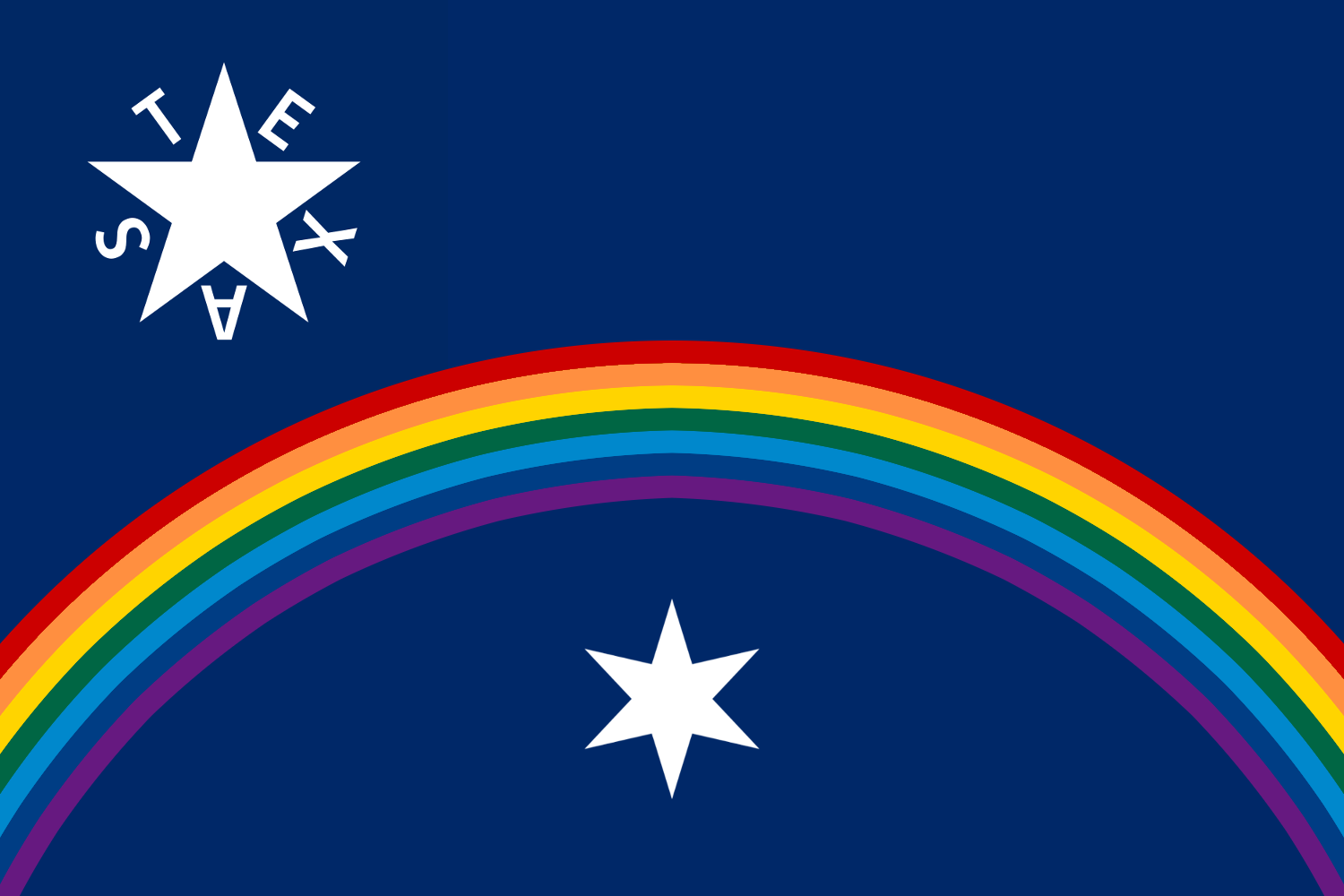
改訂されたとされる「ザバラ・フラッグ」。
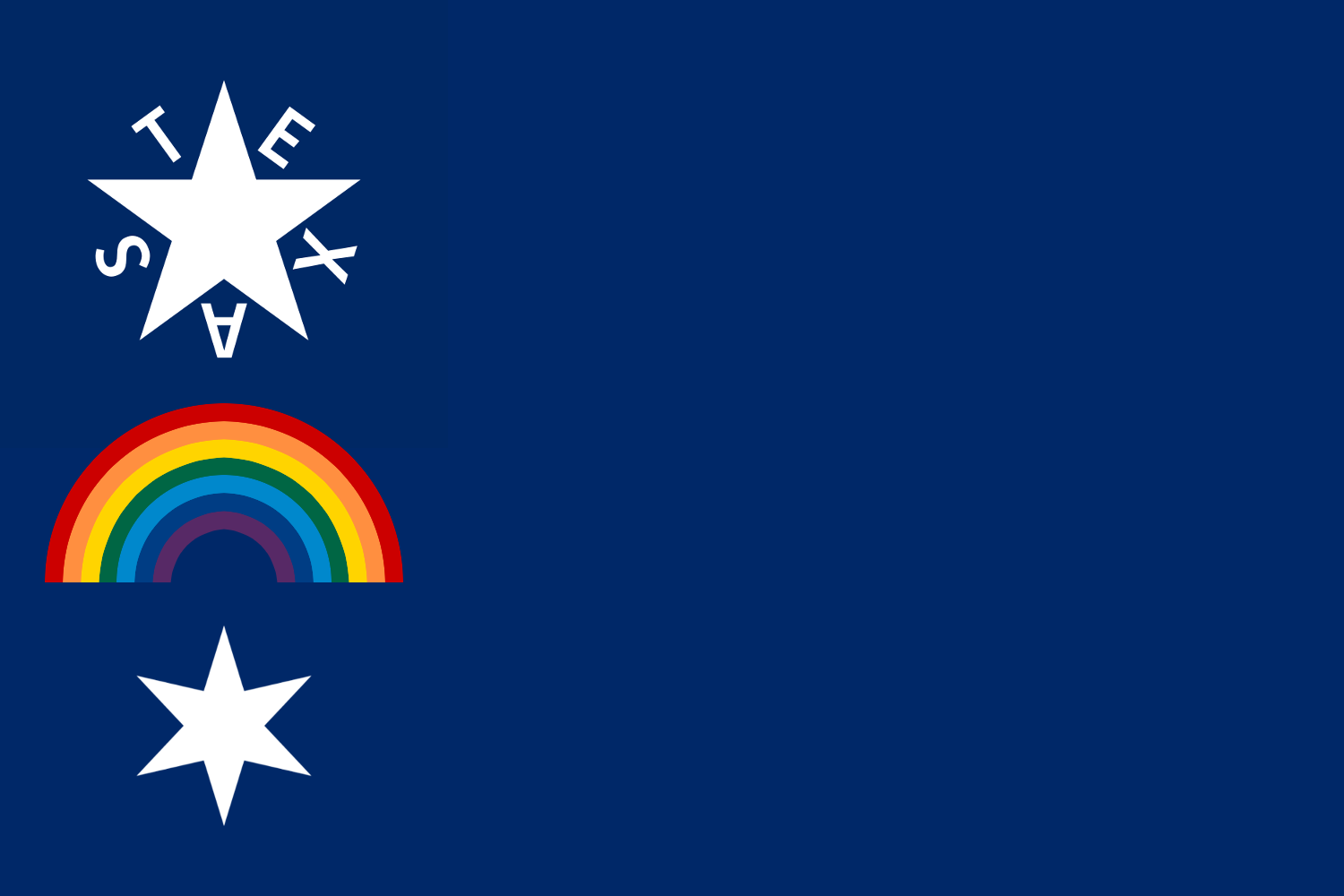
改訂されたとされる「ザバラ・フラッグ」。
改訂されたとされる「ザバラ・フラッグ」。1836年7月7日の「ニューヨーク・アメリカン」紙による[28]。
「ザバラ・フラッグ」。ロレンソ・デ・ザバラのデザインによる最初のテキサス共和国旗とされる。
1836年–1839年; 1839年–1879年 「バーネット・フラッグ」。テキサス共和国旗。現在の「ローンスター・フラッグ」に置き換えられるまで使用されていた。
1836年–1839年 テキサス海軍の軍旗。ローンスターとストライプが描かれ、1835年から1839年までは事実上国旗として使用されていた。
1835年10月28日、コンセプシオンの戦いにおいてウィリアム・スコット率いるリベラルが掲げた旗。
「トラウトマン・フラッグ」。志願兵によるウィリアム・ウォード率いるジョージア大隊が、メキシコとの戦いに参加するためテキサスへ行進する際に使用された。
ゲイル・ボーデン・Jrから着想を得た旗。サンジャシントの戦いで掲げられたとされる。
ジョージ・H・バロウズ率いるオハイオ中隊がテキサスに来る際に掲げられた。
トーマス・H・ブリースおよびロバート・C・モリス率いるニューオリンズ・グレイズがメキシコと戦うためサンアントニオから参戦したが、その多くはゴリアドで殺害された。
アラバマのレッド・ロバーズの旗。1836年3月20日、コレトの戦いで捕まり、3月27日、処刑された。
「サンジャシント・リバティ・フラッグ」。サンジャシントの戦いにおいてシドニー・シャーマン率いる連隊が掲げた。
1840年 テキサス南部の大部分を占めていたとされるリオグランデ共和国の旗。
アンドリュー・ロビンソン率いる志願兵の中隊がハリスバーグから掲げていった。1835年9月、サラ・ルドルフ・ブラッドリー・ドッドソンが夫アーケレアス・ドッドソン中尉とその仲間たちのためにデザインした[29]。

ローンスターとストライプが描かれたテキサス海軍の軍旗はテキサスおよび海軍で広く使用されていた。アメリカ合衆国の国旗のカントンと呼ばれる、旗の左上部分にローンスターを配しただけのシンプルなものであった。1819年および1821年にスペインの支配下からテキサスを切り離そうとして失敗したジェイムズ・ロングの軍が掲げていた旗に類似したものであった。ロング・フラッグはローンスターの背景が青でなく赤というだけでほとんど同じであった。ローンスターとストライプの旗はゴリアド、アラモ、サンジャシントの戦い、および1836年のテキサス共和国議会で使用された。デイヴィッド・G・バーネット暫定大統領がローンスターとストライプの旗をテキサス共和国の初代国旗とする法令を発布したが、法的に国旗とは認められなかった。ただしアメリカ合衆国に併合されるまでテキサス海軍の旗として使用され、アメリカ国旗と類似していることからテキサス海軍や商船に都合がよいとされていた。非公式でありながらこの旗はテキサスのシンボルとして地元のみならず国際的にもよく知られていた。一方で青と金のバーネット・フラッグはテキサス民にはあまり知られておらず、テキサスの初版の2ドル紙幣に描かれたのみであった。1837年にフィラデルフィアで印刷された国旗一覧ではローンスターとストライプの旗がテキサスの国旗として掲載され、1839年、ローンスター・フラッグを承認するよう働きかけたオリバー・ジョーンズ議員はローンスターとストライプの旗がテキサスの公式な国旗でないことを知らなかった。その後、南北戦争に先んじて、この旗はペンサコーラにおいて合衆国の施設が占領された際にフロリダの民兵によって掲げられた。
カムアンドテイクイット・フラッグがゴンザレス市民により作られた。「COME AND TAKE IT」の文言、黒い星、大砲の絵が描かれている。1831年3月、メキシコ軍フアン・ゴメス中尉はサンアントニオの植民地に小さな大砲を与えた。この大砲はゴンザレスに移送され、テキサスの誇りの象徴となった。メキシコ軍が大砲を占領しようとしたところをテキサスの小規模グループが抵抗に成功したゴンザレスの戦いが起こった。抵抗の象徴として黒い星に文言と大砲の絵を描いた旗を製作した。
テキサスが戦うことをサポートするため、3色のメキシコの国旗の中央の鷲を1824年メキシコ憲法に言及した数字「1824」に置き換えた「アラモ・フラッグ」または「1824年旗」と呼ばれる旗が製作された。この旗はテキサス立法府に承認された最初の反乱軍旗となった。1835年、テキサス暫定政府はメキシコの犠牲となった私掠船がこの旗を使用することを承認した。1824年旗は1836年のアラモの戦いでテキサス軍が掲げていたとされることがあるが、1860年まで言及されたことはなかった。現代において、別の場所での当時の1824年旗の存在を指摘されている。少なくともテハーノ軍が短期間、1824の位置に2つの黒い6つの角を持つ星(六芒星)を配した類似した旗を使用していた。当時の記事によると「アラモ・フラッグ」はローンスターとストライプの旗とされており、ゴリアドの戦いなど初期の戦闘で使用され、広く「テクシャン・フラッグ」として知られていた。
テキサス革命時、サラ・ドッドソンが「ドッドソン・トライカラー」または「ドッドソン・フラッグ」をデザイン、製作した。フランス革命の旗と類似しているが、長辺が長く、カントンと呼ばれる旗の左部分にローンスターが描かれていた。当初スティーブン・オースティンは明らかな象徴化を危惧し、旗の不使用を要請していたが、シボロ・クリークのテキサス軍が掲揚し、サンアントニオに掲げられた最初のテキサス旗とされている。テキサス独立宣言の承認を委任した小さなキャビンに掲げられた2つの旗の1つとなった。

### テキサス共和国旗

??1836年–1839年; 1839年–1879年 ? テキサス共和国の国旗で「バーネット・フラッグ」と呼ばれ、現在の「ローンスター・フラッグ」が登場するまで使用されていた。以降1879年まで事実上軍旗として使用された。
??1836年–1839年 軍旗および事実上の国旗であった。また最初のテキサス海軍旗であり、10ドルおよび50ドルのテキサス紙幣に描かれていた。
1839年–1845年/1846年 「ローンスター・フラッグ」。テキサス共和国の国旗であり、1839年以降テキサス海軍旗であった。
1839年–1845年 国税庁の旗
1839–1845 貿易港の旗
1839–1845 水先旗、商船旗

1836年12月10日、バーネット・フラッグはテキサス議会により承認された。当時のテキサス共和国暫定大統領のデイヴィッド・G・バーネットに因んで名づけられた。1810年のウエスト・フロリダ共和国の国旗であるボニーブルー・フラッグに影響を受け、青地に大きな金星が描かれた。亜種の白星のバーネット・フラッグは事実上ボニーブルー・フラッグと同一であるが、これも一般的であった。他に星の色や角度の違うもの、星の窪みにTEXASの1文字ずつが配置されたものなどがある。

### テキサス州旗

1824年–1835年 メキシコ合衆国の一部としてのコアウイラ・イ・テハス州の旗。
1845年–現在 アメリカ合衆国の一部としてのテキサス州の旗。

### 1861年、アメリカ合衆国からの脱退の旗
1861年初頭、アメリカ合衆国からのテキサス州の脱退とアメリカ連合国への加盟の間、非公式であったがテキサス州旗を基に15の奴隷州を意味する15の星を配した旗を掲げた。旗の絵は残っておらず、不明瞭な説明文があるのみで、州旗またはボニーブルー・フラッグを基にしたとされる。

州旗を基にした脱退旗とされる
ボニーブルー・フラッグを基にした脱退旗とされる

### 南北戦争旗
南北戦争中、テキサス兵により使用された旗。

第11テキサス騎兵隊の旗(表)
第11テキサス騎兵隊の旗(裏)
1862年–1865年 第17および第18テキサス騎兵隊の旗
1861年、アメリカ合衆国からの脱退時、アラモ中で掲げられた。その後、ジョン・ベル・フッド率いるテキサス旅団に与えられた[34]。
1862年 第32テキサス騎兵隊ウッズ連隊の旗
第4テキサス・フッド旅団の旗。野営旗、目印として使用されていたとされる。
1861年8月–1865年4月 第1テキサス志願歩兵連隊の旗
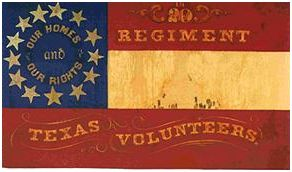
第20テキサス志願歩兵連隊の旗
1861年後期 - 1862年 ニューメキシコ軍の旗
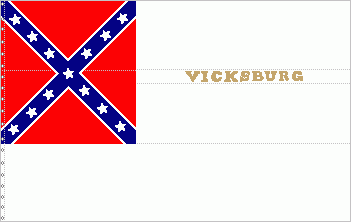
1862年春–1863年7月4日 トーマス・ウォール准将率いる部隊の旗
第26テキサス騎兵連隊の旗
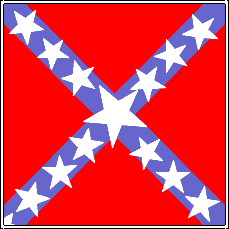
1861年–1865年 ベンジャミン・テリー率いるテキサス警備隊の旗

### 1936年、テキサス独立100周年旗
1936年、ダラスで行なわれたテキサス独立100周年世界博覧会の旗が製作された。

テキサス独立100周年記念旗

## 都市伝説

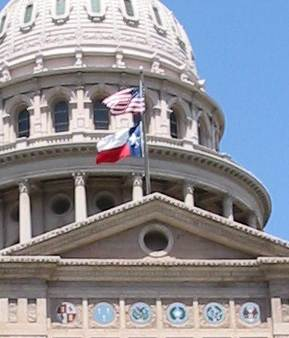
テキサス州会議事堂の国旗と州旗

テキサス州旗はアメリカ国旗と同じ高さで掲げることができる唯一の州旗という都市伝説がある。しかしこの伝説は誤りである。アメリカ合衆国のテキサス併合の両院合同決議でも併合における条例でも旗に関する条項は含まれていない。アメリカ合衆国の旗に関する規定によると、どの州旗でも国旗と同じ高さに掲揚できるが、州旗の右、向かって左に掲げることとなっている。州旗と国旗を同じポールに掲げる場合は、州旗は国旗の下に掲げねばならないが、別のポールに掲げる場合は同じ高さに掲げる。

## 州知事旗の提案

2007年および2009年、テキサス共和国の1839年版水先旗、商船旗をテキサス州知事の公式旗に申請されたが承認されなかった。

1960年代後期から1970年代初頭より、テキサス州知事は四隅に白い星を配した暗い青地に、ローンスターの周りをライブオークとオリーブの枝が囲む州の紋章が薄い青の円の中に描かれた旗を使用している。デザインは大統領行政命令や立法から公式の承認は得ていない。2007年および2009年、テキサス州議会はテキサス共和国の1839年版水先旗、商船旗をテキサス州知事の公式旗に申請された。2007年には委員会で否決され、2009年には議会では承認されたがロシアの国旗と類似するため上院委員会で否決された。
1993年に成立されたテキサス州旗に関する規定の修正条項によると、州知事自身が知事旗を選ぶことができるが、これまで行使されたことはない。

## 類似した旗

1817年に作られたチリの国旗

テキサス州旗は1817年に最初に作られたチリの国旗に類似している。テキサス州旗は左側の上端から下端まで青地だが、チリ国旗は左上のカントンに白星を配し、下半分は左端から右端まで赤である。チリ国旗とテキサス州旗はアメリカ合衆国旗と類似しているという説もある。
テキサス州内の市政機関、郡により似た配色や柄の旗が多くみられる。